# Liste der Monuments historiques in Domjulien
Die Liste der Monuments historiques in Domjulien führt die Monuments historiques in der französischen Gemeinde Domjulien auf.

## Liste der Immobilien
| Bezeichnung      | Beschreibung          | Standort          | Kennzeichnung | Schutzstatus | Datum | Bild           |
| ---------------- | --------------------- | ----------------- | ------------- | ------------ | ----- | -------------- |
| Kirche St-Julien | Chor, 14. Jahrhundert | Grande Rue (Lage) | PA00107133    | Inscrit      | 1925  | weitere Bilder |

## Liste der Objekte
| Bezeichnung                         | Beschreibung                                                | Standort                       | Kennzeichnung | Schutzstatus | Datum | Bild |
| ----------------------------------- | ----------------------------------------------------------- | ------------------------------ | ------------- | ------------ | ----- | ---- |
| Skulptur Heiliger Julian            | Stein, farbig gefasst, 16. Jahrhundert                      | in der Kirche St-Julien (Lage) | PM88000253    | Classé       | 1960  |      |
| Skulptur Heiliger Antonius          | Stein, farbig gefasst, 16. Jahrhundert                      | in der Kirche St-Julien (Lage) | PM88000255    | Classé       | 1964  |      |
| Kirchenbänke                        | Holz, 18. Jahrhundert                                       | in der Kirche St-Julien (Lage) | PM88001338    | Inscrit      | 2007  |      |
| Grabstein für Antoine de Ville      | Stein, 1426                                                 | in der Kirche St-Julien (Lage) | PM88000251    | Classé       | 1907  |      |
| Skulpturengruppe Grablegung         | Stein, 16. Jahrhundert                                      | in der Kirche St-Julien (Lage) | PM88000252    | Classé       | 1908  |      |
| Skulptur Madonna mit Kind und Engel | Stein, farbig gefasst, 16. Jahrhundert                      | in der Kirche St-Julien (Lage) | PM88000254    | Classé       | 1960  |      |
| Retabel                             | mit Darstellung der Kreuzigung und der Apostel; Stein, 1541 | in der Kirche St-Julien (Lage) | PM88000250    | Classé       | 1906  |      |
| Reiterskulptur Heiliger Georg       | Stein, 16. Jahrhundert                                      | in der Kirche St-Julien (Lage) | PM88000256    | Classé       | 1965  |      |
| Hauptaltar                          | Holz, farbig gefasst, 18. Jahrhundert                       | in der Kirche St-Julien (Lage) | PM88001339    | Inscrit      | 2007  |      |
| Vier Heiligenskulpturen             | Holz, farbig gefasst, 18. Jahrhundert                       | in der Kirche St-Julien (Lage) | PM88001340    | Inscrit      | 2007  |      |